# HD38548
HD38548 є хімічно пекулярною зорею спектрального класу
A й має видиму зоряну величину в смузі V приблизно  9,1.